# Qualifikationsnormen für die Leichtathletikwettbewerbe bei den Olympischen Sommerspielen 2016
Anders als bei den Leichtathletikwettbewerben der vorherigen Olympischen Spiele kann bei den Olympischen Spielen 2016 ein Nationales Olympisches Komitee (NOK) bis zu drei qualifizierte Sportler in jedem individuellen Wettbewerb einsetzen, wenn sie die Qualifikationsnorm während des vorgegebenen Zeitraums erfüllen. Ein NOK kann ebenso maximal vier Staffeln (4 × 100 m und 4 × 400 m der Männer und 4 × 100 m und 4 × 400 m der Frauen) nominieren. Es kann zusätzlich in jeder Einzeldisziplin ein weiterer Athlet mit erfüllter DLV-Olympianorm als Ersatz gemeldet werden. NOKs ohne Athleten mit erfüllter Qualifikationsnorm können maximal eine Sportlerin und einen Sportler in einem beliebigen Wettbewerb einsetzen.
Die Qualifikationsnorm muss vom 1. Mai 2015 bis zum 11. Juli 2016 bei einem offiziellen IAAF-Wettkampf erreicht werden. Der Qualifikationszeitraum für die 10.000 m, Marathonläufe, Gehwettbewerbe und Mehrkämpfe beginnt bereits am 1. Januar 2015.
Für die Staffelwettbewerbe können sich maximal 16 Nationen qualifizieren. Die Top 8 jedes Wettbewerbs bei den IAAF World Relays 2015, die am 2. und 3. Mai 2015 auf den Bahamas stattfanden, sichern sich einen Startplatz für Rio 2016. Die acht schnellsten Nationen laut der IAAF-World-Ranking-List vom 12. Juli 2016 erhalten die verbleibenden acht Quotenplätze.
Die IAAF-Qualifikationsnormen sind folgende:
| Männer           | Männer                            | Frauen           | Frauen                            |
| Wettbewerb       | Norm                              | Wettbewerb       | Norm                              |
| ---------------- | --------------------------------- | ---------------- | --------------------------------- |
| 100 m            | 10,16 s                           | 100 m            | 11,32 s                           |
| 200 m            | 20,50 s                           | 200 m            | 23,20 s                           |
| 400 m            | 45,40 s                           | 400 m            | 52,20 s                           |
| 800 m            | 1:46,00 min                       | 800 m            | 2:01,50 min                       |
| 1500 m           | 3:36,20 min                       | 1500 m           | 4:07,00 min                       |
| 5000 m           | 13:25,00 min                      | 5000 m           | 15:24,00 min                      |
| 10.000 m         | 28:00,00 min                      | 10.000 m         | 32:15,00 min                      |
| 110 m Hürden     | 13,47 s                           | 100 m Hürden     | 13,00 s                           |
| 400 m Hürden     | 49,40 s                           | 400 m Hürden     | 56,20 s                           |
| 3000 m Hindernis | 8:30,00 min                       | 3000 m Hindernis | 9:45,00 min                       |
| Marathon         | 2:19:00 h                         | Marathon         | 2:45:00 h                         |
| 20 km Gehen      | 1:24:00 h                         | 20 km Gehen      | 1:36:00 h                         |
| 50 km Gehen      | 4:06:00 h                         | —                | —                                 |
| Weitsprung       | 8,15 m                            | Weitsprung       | 6,70 m                            |
| Dreisprung       | 16,85 m                           | Dreisprung       | 14,15 m                           |
| Hochsprung       | 2,29 m                            | Hochsprung       | 1,93 m                            |
| Stabhochsprung   | 5,70 m                            | Stabhochsprung   | 4,50 m                            |
| Kugelstoßen      | 20,50 m                           | Kugelstoßen      | 17,75 m                           |
| Diskuswurf       | 65,00 m                           | Diskuswurf       | 61,00 m                           |
| Hammerwurf       | 77,00 m                           | Hammerwurf       | 71,00 m                           |
| Speerwurf        | 83,00 m                           | Speerwurf        | 62,00 m                           |
| Zehnkampf        | 8100 Punkte                       | Siebenkampf      | 6200 Punkte                       |
| 4 × 100 m        | Top 8 World Relays + 8 schnellste | 4 × 100 m        | Top 8 World Relays + 8 schnellste |
| 4 × 400 m        | Top 8 World Relays + 8 schnellste | 4 × 400 m        | Top 8 World Relays + 8 schnellste |

## Nominierung in Deutschland
In Deutschland wurde – abweichend von den Normen und Qualifikationszeiträumen der IAAF – von DLV und DOSB ein strengeres Verfahren zur Olympianominierung gewählt. Ursprünglich wurden teils deutlich strengere Normen festgelegt. Im Januar 2016 wurden diese Werte zum größten Teil den Normen der IAAF angepasst. Ausnahmen bleiben die Gehwettbewerbe und der Marathonlauf. Auch sind unter anderem die Qualifikationszeiträume zum Teil deutlich kürzer und größtenteils auf das Jahr 2016 und die Freiluftsaison beschränkt. Die Deutschen Meister 2016 mit erfüllter Olympianorm, sind direkt nominiert.
Die aktuellen Normen sowie die Normerfüller werden auf der Homepage des DLV kontinuierlich aktualisiert veröffentlicht. In der untenstehenden Tabelle werden deutsche Sportler folgend gekennzeichnet:
- 1: DLV-/DOSB-Norm erfüllt
- 2: nominiert

## Männer

### 100 m
| Norm                     | startberechtigt | NOK                     | Sportler                                          |
| ------------------------ | --------------- | ----------------------- | ------------------------------------------------- |
| 10,16 s                  | 3               | Vereinigtes Königreich  | Chijindu Ujah Adam Gemili Richard Kilty           |
| 10,16 s                  | 3               | Jamaika                 | Asafa Powell Usain Bolt Nickel Ashmeade           |
| 10,16 s                  | 3               | Südafrika               | Henricho Bruintjies Akani Simbine Anaso Jobodwana |
| 10,16 s                  | 3               | Trinidad und Tobago     | Keston Bledman Richard Thompson Jamol James       |
| 10,16 s                  | 3               | Vereinigte Staaten      | Justin Gatlin Trayvon Bromell Tyson Gay           |
| 10,16 s                  | 3               | St. Kitts und Nevis     | Kim Collins Antoine Adams Brijesh Lawrence        |
| 10,16 s                  | 3               | Kanada                  | Andre De Grasse Gavin Smellie Aaron Brown         |
| 10,16 s                  | 2               | Volksrepublik China     | Bingtian Su Peimeng Zhang                         |
| 10,16 s                  | 2               | Frankreich              | Jimmy Vicaut Christophe Lemaitre                  |
| 10,16 s                  | 2               | Türkei                  | Jak Ali Harvey Ramil Guliyev                      |
| 10,16 s                  | 2               | Iran                    | Hassan Taftian Reza Ghasemi                       |
| 10,16 s                  | 2               | Barbados                | Levi Cadogan Ramon Gittens                        |
| 10,16 s                  | 2               | Deutschland             | Julian Reus Sven Knipphals                        |
| 10,16 s                  | 1               | Antigua und Barbuda     | Daniel Bailey                                     |
| 10,16 s                  | 1               | Bahamas                 | Shavez Hart                                       |
| 10,16 s                  | 1               | Dominikanische Republik | Yancarlos Martinez                                |
| 10,16 s                  | 1               | Elfenbeinküste          | Hua Wilfried Koffi                                |
| 10,16 s                  | 1               | Japan                   | Kei Takase                                        |
| 10,16 s                  | 1               | Lesotho                 | Mosito Lehata                                     |
| 10,16 s                  | 1               | Katar                   | Femi Ogunode                                      |
| 10,16 s                  | 1               | Cayman Islands          | Kemar Hyman                                       |
| 10,16 s                  | 1               | Italien                 | Jacques Riparelli                                 |
| 10,16 s                  | 1               | Niederlande             | Churandy Martina                                  |
| 10,16 s                  | 1               | Nigeria                 | Ogho-Oghene Egwero                                |
| 10,16 s                  | 1               | Marokko                 | Aziz Ouhadi                                       |
| 10,16 s                  | 1               | Südkorea                | Kukyoung Kim                                      |
| 10,16 s                  | 1               | Portugal                | Yazaldes Nascimento                               |
| Wildcard                 | 1               | Palästina               | Mohammed Abu Khoussa                              |
| Universalitätsstartplatz | 1               | Afghanistan             | Adbul Wahib Zahiri                                |
| Universalitätsstartplatz | 1               | Amerikanisch-Samoa      | Isaac Silafau                                     |
| Universalitätsstartplatz | 1               | Angola                  | Hermenegildo Leite                                |
| Universalitätsstartplatz | 1               | Bangladesch             | Mezbahuddin Ahmed                                 |
| Universalitätsstartplatz | 1               | Benin                   | Didier Kiki                                       |
| Universalitätsstartplatz | 1               | Brunei                  | Fakhri Ismail                                     |
| Universalitätsstartplatz | 1               | Gabun                   | Wilfried Bingangoye                               |
| Universalitätsstartplatz | 1               | Guinea                  | Mohamed Lamine Dansoko                            |
| Universalitätsstartplatz | 1               | Guinea-Bissau           | Holder da Silva                                   |
| Universalitätsstartplatz | 1               | Honduras                | Rolando Palacios                                  |
| Universalitätsstartplatz | 1               | Indonesien              | Hadi Sudirmann                                    |
| Total                    | 47              |                         |                                                   |

### 200 m
| Norm                     | startberechtigt | NOK                     | Sportler                                          |
| ------------------------ | --------------- | ----------------------- | ------------------------------------------------- |
| 20,50 s                  | 3               | Vereinigtes Königreich  | Zharnel Hughes Daniel Talbot Delano Williams      |
| 20,50 s                  | 3               | Jamaika                 | Rasheed Dwyer Julian Forte Usain Bolt             |
| 20,50 s                  | 3               | Vereinigte Staaten      | Justin Gatlin Isiah Young Dedric Dukes            |
| 20,50 s                  | 3               | Südafrika               | Wayde Van Niekerk Anaso Jobodwana Akani Simbine   |
| 20,50 s                  | 3               | Japan                   | Kenji Fujimitsu Kei Takase Abdul Hakim Sani Brown |
| 20,50 s                  | 3               | Frankreich              | Christophe Lemaitre Jeffrey John Jimmy Vicaut     |
| 20,50 s                  | 3               | Kanada                  | Andre De Grasse Brendon Rodney Aaron Brown        |
| 20,50 s                  | 2               | Brasilien               | Bruno de Barros Aldemir Da Silva Junior           |
| 20,50 s                  | 2               | Deutschland             | Julian Reus Robin Erewa                           |
| 20,50 s                  | 2               | Trinidad und Tobago     | Kyle Greaux Rondel Sorrillo                       |
| 20,50 s                  | 2               | Botswana                | Pako Seribe Isaac Makwala                         |
| 20,50 s                  | 2               | Kenia                   | Carvin Nkanata Mike Mokamba Nyang'au              |
| 20,50 s                  | 2               | Kuba                    | Roberto Skyers Reynier Mena                       |
| 20,50 s                  | 2               | Bahamas                 | Shavez Hart Teray Smith Michael Mathieu           |
| 20,50 s                  | 1               | Bermuda                 | Harold Houston                                    |
| 20,50 s                  | 1               | Kolumbien               | Bernardo Baloyes                                  |
| 20,50 s                  | 1               | Griechenland            | Lykourgos-Stefanos Tsakonas                       |
| 20,50 s                  | 1               | Lesotho                 | Mosito Lehata                                     |
| 20,50 s                  | 1               | Niederlande             | Churandy Martina                                  |
| 20,50 s                  | 1               | Katar                   | Femi Ogunode                                      |
| 20,50 s                  | 1               | Panama                  | Alonso Edward                                     |
| 20,50 s                  | 1               | Polen                   | Karol Zalewski                                    |
| 20,50 s                  | 1               | Ukraine                 | Serhiy Smelyk                                     |
| 20,50 s                  | 1               | Antigua und Barbuda     | Miguel Francis                                    |
| 20,50 s                  | 1               | Türkei                  | Ramil Guliyev                                     |
| 20,50 s                  | 1               | Dominikanische Republik | Yancarlos Martinez                                |
| 20,50 s                  | 1               | Mexiko                  | Jose Carlos Herrera                               |
| 20,50 s                  | 1               | Elfenbeinküste          | Hua Wilfried Koffi                                |
| 20,50 s                  | 1               | Belgien                 | Jonathan Borleé                                   |
| 20,50 s                  | 1               | Simbabwe                | Tatenda Tsumba                                    |
| 20,50 s                  | 1               | Iran                    | Mohammad Hossein Abareghi                         |
| Wildcard                 |                 |                         |                                                   |
| Universalitätsstartplatz |                 |                         |                                                   |
| Total                    | 53              |                         |                                                   |

### 400 m
| Norm                     | startberechtigt | NOK                     | Sportler                                                        |
| ------------------------ | --------------- | ----------------------- | --------------------------------------------------------------- |
| 45,40 s                  | 3               | Bahamas                 | Steven Gardiner Chris Brown Michael Mathieu                     |
| 45,40 s                  | 3               | Vereinigtes Königreich  | Rabah Yousif Conrad Williams Matthew Hudson-Smith               |
| 45,40 s                  | 3               | Vereinigte Staaten      | LaShawn Merritt David Verburg Vernon Norwood                    |
| 45,40 s                  | 3               | Kenia                   | Alphaas Leken Kishoyian Alexander Lerionka Sampao Raymond Kibet |
| 45,40 s                  | 3               | Botswana                | Isaac Makwala Pako Seribe Onkabetse Nkobolo                     |
| 45,40 s                  | 3               | Trinidad und Tobago     | Machel Cedenio Deon Lendore Renny Quow                          |
| 45,40 s                  | 3               | Jamaika                 | Javon Francis Rusheen McDonald Akeem Bloomfield                 |
| 45,40 s                  | 2               | Belgien                 | Jonathan Borlée Kévin Borlée                                    |
| 45,40 s                  | 2               | Grenada                 | Kirani James Bralon Taplin                                      |
| 45,40 s                  | 2               | Dominikanische Republik | Luguelin Santos Gustavo Cuesta                                  |
| 45,40 s                  | 1               | Costa Rica              | Nery Brenes                                                     |
| 45,40 s                  | 1               | Tschechien              | Pavel Maslák                                                    |
| 45,40 s                  | 1               | Guyana                  | Winston George                                                  |
| 45,40 s                  | 1               | Japan                   | Yuzo Kanemaru                                                   |
| 45,40 s                  | 1               | Niederlande             | Liemarvin Bonevacia                                             |
| 45,40 s                  | 1               | Katar                   | Abdelalelah Haroun                                              |
| 45,40 s                  | 1               | Saudi-Arabien           | Yousef Ahmed Masrahi                                            |
| 45,40 s                  | 1               | Südafrika               | Wayde van Niekerk                                               |
| 45,40 s                  | 1               | Venezuela               | Albert Bravo                                                    |
| 45,40 s                  | 1               | Ukraine                 | Vitalii Butrym                                                  |
| 45,40 s                  | 1               | Israel                  | Donald Sanford                                                  |
| 45,40 s                  | 1               | Bahrain                 | Abbas Abubakar Abbas                                            |
| 45,40 s                  | 1               | Kuba                    | Raidel Acea                                                     |
| 45,40 s                  | 1               | Frankreich              | Mame-Ibra Anne                                                  |
| Wildcard                 |                 |                         |                                                                 |
| Universalitätsstartplatz |                 |                         |                                                                 |
| Total                    | 41              |                         |                                                                 |

### 800 m
| Qualifikationsnorm       | startberechtigt | NOK                | Norm erreicht von                               |
| ------------------------ | --------------- | ------------------ | ----------------------------------------------- |
| 1:46,00 min              | 3               | Kenia              |                                                 |
| 1:46,00 min              | 3               | Polen              | Adam Kszczot Artur Kuciapski Marcin Lewandowski |
| 1:46,00 min              | 3               | Vereinigte Staaten |                                                 |
| 1:46,00 min              | 2               |                    |                                                 |
| 1:46,00 min              | 1               | Algerien           | Taoufik Makhloufi                               |
| 1:46,00 min              | 1               | Botswana           | Nijel Amos                                      |
| 1:46,00 min              | 1               | Kolumbien          | Rafith Rodríguez                                |
| 1:46,00 min              | 1               | Dschibuti          | Ayanleh Souleiman                               |
| 1:46,00 min              | 1               | Äthiopien          | Mohamed Aman                                    |
| 1:46,00 min              | 1               | Frankreich         | Pierre-Ambroise Bosse                           |
| 1:46,00 min              | 1               | Deutschland        | Robin Schembera                                 |
| 1:46,00 min              | 1               | Italien            | Giordano Benedetti                              |
| 1:46,00 min              | 1               | Marokko            | Amine El Manaoui                                |
| 1:46,00 min              | 1               | Südafrika          | André Olivier                                   |
| 1:46,00 min              | 1               | Spanien            | Kevin López                                     |
| Wildcard                 |                 |                    |                                                 |
| Universalitätsstartplatz |                 |                    |                                                 |
| Total                    | 19              |                    |                                                 |

### 1500 m
| Qualifikationsnorm       | startberechtigt | NOK                | Norm erreicht von   |  |
| ------------------------ | --------------- | ------------------ | ------------------- |  |
| 3:36,20 min              | 3               | Äthiopien          |                     |  |
| 3:36,20 min              | 3               | Kenia              |                     |  |
| 3:36,20 min              | 3               | Marokko            |                     |  |
| 3:36,20 min              | 3               | Vereinigte Staaten |                     |  |
| 3:36,20 min              | 2               |                    |                     |  |
| 3:36,20 min              | 1               | Belgien            | Pieter-Jan Hannes   |  |
| 3:36,20 min              | 1               | Brasilien          | Thiago Andrè        |  |
| 3:36,20 min              | 1               | Tschechien         | Jakub Holuša        |  |
| 3:36,20 min              | 1               | Katar              | Mohamad al-Garni    |  |
| 3:36,20 min              | 1               | Türkei             | İlham Tanui Özbilen |  |
| 3:36,20 min              | 1               | Uganda             | Ronald Musagala     |  |
| Wildcard                 |                 |                    |                     |  |
| Universalitätsstartplatz |                 |                    |                     |  |
| Total                    | 16              |                    |                     |  |

### 5000 m
| Qualifikationsnorm       | startberechtigt | NOK                    | Norm erreicht von |
| ------------------------ | --------------- | ---------------------- | ----------------- |
| 13:25,00 min             | 3               | Äthiopien              |                   |
| 13:25,00 min             | 3               | Kenia                  |                   |
| 13:25,00 min             | 3               | Vereinigte Staaten     |                   |
| 13:25,00 min             | 2               |                        |                   |
| 13:25,00 min             | 1               | Australien             | Collis Birmingham |
| 13:25,00 min             | 1               | Kanada                 |                   |
| 13:25,00 min             | 1               | Dschibuti              | Ayanleh Souleiman |
| 13:25,00 min             | 1               | Vereinigtes Königreich |                   |
| 13:25,00 min             | 1               | Jamaika                | Kemoy Campbell    |
| 13:25,00 min             | 1               | Japan                  |                   |
| 13:25,00 min             | 1               | Mexiko                 |                   |
| 13:25,00 min             | 1               | Niederlande            |                   |
| 13:25,00 min             | 1               | Spanien                |                   |
| Universalitätsstartplatz |                 |                        |                   |
| Total                    | 18              |                        |                   |

### 10.000 m
| Qualifikationsnorm | startberechtigt | NOK                    | Norm erreicht von |
| ------------------ | --------------- | ---------------------- | ----------------- |
| 28:00,00 min       | 3               | Vereinigte Staaten     |                   |
| 28:00,00 min       | 2               | Australien             |                   |
| 28:00,00 min       | 2               | Vereinigtes Königreich |                   |
| 28:00,00 min       | 2               | Südafrika              |                   |
| 28:00,00 min       | 2               | Uganda                 |                   |
| 28:00,00 min       | 1               | Belgien                |                   |
| 28:00,00 min       | 1               | Kanada                 |                   |
| 28:00,00 min       | 1               | Äthiopien              |                   |
| 28:00,00 min       | 1               | Japan                  |                   |
| 28:00,00 min       | 1               | Kenia                  |                   |
| 28:00,00 min       | 1               | Türkei                 |                   |
| Total              | 15              |                        |                   |

### Marathon
| Qualifikationsnorm               | startberechtigt | NOK                    | Norm erreicht von                             |
| -------------------------------- | --------------- | ---------------------- | --------------------------------------------- |
| 2:19:00 h Deutschland: 2:14:00 h | 3               | Belgien                |                                               |
| 2:19:00 h Deutschland: 2:14:00 h | 3               | Brasilien              |                                               |
| 2:19:00 h Deutschland: 2:14:00 h | 3               | Kanada                 |                                               |
| 2:19:00 h Deutschland: 2:14:00 h | 3               | Volksrepublik China    |                                               |
| 2:19:00 h Deutschland: 2:14:00 h | 3               | Eritrea                |                                               |
| 2:19:00 h Deutschland: 2:14:00 h | 3               | Äthiopien              |                                               |
| 2:19:00 h Deutschland: 2:14:00 h | 3               | Frankreich             |                                               |
| 2:19:00 h Deutschland: 2:14:00 h | 3               | Deutschland            | Philipp Pflieger Hendrik Pfeiffer Arne Gabius |
| 2:19:00 h Deutschland: 2:14:00 h | 3               | Vereinigtes Königreich |                                               |
| 2:19:00 h Deutschland: 2:14:00 h | 3               | Italien                |                                               |
| 2:19:00 h Deutschland: 2:14:00 h | 3               | Japan                  |                                               |
| 2:19:00 h Deutschland: 2:14:00 h | 3               | Kenia                  |                                               |
| 2:19:00 h Deutschland: 2:14:00 h | 3               | Marokko                |                                               |
| 2:19:00 h Deutschland: 2:14:00 h | 3               | Niederlande            |                                               |
| 2:19:00 h Deutschland: 2:14:00 h | 3               | Polen                  |                                               |
| 2:19:00 h Deutschland: 2:14:00 h | 3               | Russland               |                                               |
| 2:19:00 h Deutschland: 2:14:00 h | 3               | Südkorea               |                                               |
| 2:19:00 h Deutschland: 2:14:00 h | 3               | Spanien                |                                               |
| 2:19:00 h Deutschland: 2:14:00 h | 3               | Uganda                 |                                               |
| 2:19:00 h Deutschland: 2:14:00 h | 3               | Ukraine                |                                               |
| 2:19:00 h Deutschland: 2:14:00 h | 2               | Dänemark               |                                               |
| 2:19:00 h Deutschland: 2:14:00 h | 2               | Peru                   |                                               |
| 2:19:00 h Deutschland: 2:14:00 h | 2               | Portugal               |                                               |
| 2:19:00 h Deutschland: 2:14:00 h | 2               | Südafrika              |                                               |
| 2:19:00 h Deutschland: 2:14:00 h | 2               | Schweiz                |                                               |
| 2:19:00 h Deutschland: 2:14:00 h | 2               | Vereinigte Staaten     |                                               |
| 2:19:00 h Deutschland: 2:14:00 h | 1               | Australien             |                                               |
| 2:19:00 h Deutschland: 2:14:00 h | 1               | Brunei                 |                                               |
| 2:19:00 h Deutschland: 2:14:00 h | 1               | Burundi                |                                               |
| 2:19:00 h Deutschland: 2:14:00 h | 1               | Ecuador                |                                               |
| 2:19:00 h Deutschland: 2:14:00 h | 1               | Irland                 |                                               |
| 2:19:00 h Deutschland: 2:14:00 h | 1               | Lesotho                |                                               |
| 2:19:00 h Deutschland: 2:14:00 h | 1               | Mongolei               |                                               |
| 2:19:00 h Deutschland: 2:14:00 h | 1               | Nordkorea              |                                               |
| 2:19:00 h Deutschland: 2:14:00 h | 1               | Katar                  |                                               |
| 2:19:00 h Deutschland: 2:14:00 h | 1               | Rumänien               |                                               |
| 2:19:00 h Deutschland: 2:14:00 h | 1               | Sri Lanka              |                                               |
| 2:19:00 h Deutschland: 2:14:00 h | 1               | Türkei                 |                                               |
| 2:19:00 h Deutschland: 2:14:00 h | 1               | Simbabwe               |                                               |
| Universalitätsstartplatz         |                 |                        |                                               |
| Total                            | 80              |                        |                                               |

### 20 km Gehen
| Qualifikationsnorm       | startberechtigt | NOK                    | Norm erreicht von      |
| ------------------------ | --------------- | ---------------------- | ---------------------- |
| 1:24:00 h                | 3               | Volksrepublik China    |                        |
| 1:24:00 h                | 3               | Frankreich             |                        |
| 1:24:00 h                | 3               | Deutschland            |                        |
| 1:24:00 h                | 3               | Indien                 |                        |
| 1:24:00 h                | 3               | Italien                |                        |
| 1:24:00 h                | 3               | Japan                  |                        |
| 1:24:00 h                | 3               | Mexiko                 |                        |
| 1:24:00 h                | 3               | Russland               |                        |
| 1:24:00 h                | 3               | Südkorea               |                        |
| 1:24:00 h                | 3               | Spanien                | Miguel Ángel López     |
| 1:24:00 h                | 3               | Ukraine                |                        |
| 1:24:00 h                | 2               | Guatemala              |                        |
| 1:24:00 h                | 2               | Litauen                |                        |
| 1:24:00 h                | 1               | Argentinien            |                        |
| 1:24:00 h                | 1               | Australien             |                        |
| 1:24:00 h                | 1               | Belarus                |                        |
| 1:24:00 h                | 1               | Bolivien               |                        |
| 1:24:00 h                | 1               | Brasilien              |                        |
| 1:24:00 h                | 1               | Kanada                 |                        |
| 1:24:00 h                | 1               | Kolumbien              |                        |
| 1:24:00 h                | 1               | Ecuador                |                        |
| 1:24:00 h                | 1               | Vereinigtes Königreich |                        |
| 1:24:00 h                | 1               | Griechenland           | Alexandros Papamichail |
| 1:24:00 h                | 1               | Ungarn                 |                        |
| 1:24:00 h                | 1               | Norwegen               |                        |
| 1:24:00 h                | 1               | Polen                  |                        |
| 1:24:00 h                | 1               | Portugal               |                        |
| 1:24:00 h                | 1               | Slowakei               |                        |
| 1:24:00 h                | 1               | Südafrika              |                        |
| 1:24:00 h                | 1               | Venezuela              |                        |
| Universalitätsstartplatz |                 |                        |                        |
| Total                    | 55              |                        |                        |

### 50 km Gehen
| Qualifikationsnorm       | startberechtigt | NOK                 | Norm erreicht von |
| ------------------------ | --------------- | ------------------- | ----------------- |
| 4:06:00 h                | 3               | Volksrepublik China |                   |
| 4:06:00 h                | 3               | Japan               |                   |
| 4:06:00 h                | 3               | Mexiko              |                   |
| 4:06:00 h                | 3               | Polen               |                   |
| 4:06:00 h                | 2               | Finnland            |                   |
| 4:06:00 h                | 2               | Irland              |                   |
| 4:06:00 h                | 2               | Italien             |                   |
| 4:06:00 h                | 1               | Brasilien           |                   |
| 4:06:00 h                | 1               | Kanada              |                   |
| 4:06:00 h                | 1               | Chile               |                   |
| 4:06:00 h                | 1               | Tschechien          |                   |
| 4:06:00 h                | 1               | Ecuador             |                   |
| 4:06:00 h                | 1               | Ungarn              |                   |
| 4:06:00 h                | 1               | Neuseeland          |                   |
| 4:06:00 h                | 1               | Norwegen            |                   |
| 4:06:00 h                | 1               | Slowakei            |                   |
| 4:06:00 h                | 1               | Südafrika           |                   |
| 4:06:00 h                | 1               | Spanien             |                   |
| 4:06:00 h                | 1               | Ukraine             |                   |
| 4:06:00 h                | 1               | Griechenland        |                   |
| Universalitätsstartplatz |                 |                     |                   |
| Total                    | 29              |                     |                   |

### 110 m Hürden
| Qualifikationsnorm       | startberechtigt | NOK                          | Norm erreicht von                             |
| ------------------------ | --------------- | ---------------------------- | --------------------------------------------- |
| 13,47 s                  | 3               | Kuba                         | Yordan O’Farrill Orlando Ortega Dayron Robles |
| 13,47 s                  | 3               | Frankreich                   |                                               |
| 13,47 s                  | 3               | Jamaika                      |                                               |
| 13,47 s                  | 3               | Vereinigte Staaten           |                                               |
| 13,47 s                  | 2               | Barbados                     | Shane Brathwaite Greggmar Swift               |
| 13,47 s                  | 1               | Brasilien                    | Éder Souza                                    |
| 13,47 s                  | 1               | Kanada                       | Damian Warner                                 |
| 13,47 s                  | 1               | Volksrepublik China          | Xie Wenjun                                    |
| 13,47 s                  | 1               | Deutschland                  | Gregor Traber Alexander John                  |
| 13,47 s                  | 1               | Griechenland                 | Konstandinos Douvalidis                       |
| 13,47 s                  | 1               | Russland                     | Sergei Schubenkow                             |
| 13,47 s                  | 1               | Trinidad und Tobago          | Mikel Thomas                                  |
| 13,47 s                  | 1               | Amerikanische Jungferninseln | Eddie Lovett                                  |
| Wildcard                 |                 |                              |                                               |
| Universalitätsstartplatz |                 |                              |                                               |
| Total                    | 21              |                              |                                               |

### 400 m Hürden
| Qualifikationsnorm       | startberechtigt | NOK                    | Norm erreicht von     |
| ------------------------ | --------------- | ---------------------- | --------------------- |
| 49,40 s                  | 3               | Jamaika                |                       |
| 49,40 s                  | 3               | Vereinigte Staaten     |                       |
| 49,40 s                  | 2               | Vereinigtes Königreich | Tom Burton Jack Green |
| 49,40 s                  | 1               | Bahamas                | Jeffery Gibson        |
| 49,40 s                  | 1               | Brasilien              | Hederson Estefani     |
| 49,40 s                  | 1               | Estland                | Rasmus Mägi           |
| 49,40 s                  | 1               | Irland                 | Thomas Barr           |
| 49,40 s                  | 1               | Philippinen            | Eric Shauwn Cray      |
| 49,40 s                  | 1               | Polen                  | Patryk Dobek          |
| 49,40 s                  | 1               | Puerto Rico            | Javier Culson         |
| 49,40 s                  | 1               | Russland               | Denis Kudrjawzew      |
| 49,40 s                  | 1               | Südafrika              | L.J. van Zyl          |
| 49,40 s                  | 1               | Schweiz                | Kariem Hussein        |
| Wildcard                 |                 |                        |                       |
| Universalitätsstartplatz |                 |                        |                       |
| Total                    | 18              |                        |                       |

### 3000 m Hindernis
| Qualifikationsnorm | startberechtigt | NOK                | Norm erreicht von                   |
| ------------------ | --------------- | ------------------ | ----------------------------------- |
| 8:30,00 min        | 3               | Kanada             |                                     |
| 8:30,00 min        | 3               | Äthiopien          |                                     |
| 8:30,00 min        | 3               | Kenia              |                                     |
| 8:30,00 min        | 3               | Marokko            |                                     |
| 8:30,00 min        | 3               | Spanien            |                                     |
| 8:30,00 min        | 3               | Vereinigte Staaten |                                     |
| 8:30,00 min        | 2               | Algerien           | Hicham Bouchicha Bilal Tabti        |
| 8:30,00 min        | 2               | Russland           | Nikolai Tschawkin Ilgisar Safiullin |
| 8:30,00 min        | 1               | Brunei             | John Kibet Koech                    |
| 8:30,00 min        | 1               | Bulgarien          | Mitko Zenow                         |
| 8:30,00 min        | 1               | Frankreich         | Yoann Kowal                         |
| 8:30,00 min        | 1               | Polen              | Krystian Zalewski                   |
| 8:30,00 min        | 1               | Tunesien           | Amor Ben Yahia                      |
| 8:30,00 min        | 1               | Türkei             | Tarık Langat Akdağ                  |
| Wildcard           |                 |                    |                                     |
| Total              | 28              |                    |                                     |

### 4 × 100 m Staffel
| Qualifikationsnorm                                  | Anzahl | Qualifizierte Staffeln |
| --------------------------------------------------- | ------ | --- |
| Die acht Erstplatzierten der IAAF World Relays 2015 | 8      | Vereinigte Staaten Jamaika Japan Brasilien Frankreich St. Kitts und Nevis Trinidad und Tobago Deutschland                  |
| IAAF World Ranking List (am 12. Juli 2016)          | 8      | Volksrepublik China Kanada Niederländische Antillen Vereinigtes Königreich Niederlande Türkei Dominikanische Republik Kuba |

### 4 × 400 m Staffel
| Qualifikationsnorm                                  | Anzahl | Qualifizierte Staffeln |
| --------------------------------------------------- | ------ | --- |
| Die acht Erstplatzierten der IAAF World Relays 2015 | 8      | Vereinigte Staaten Bahamas Belgien Jamaika Brasilien Vereinigtes Königreich Trinidad und Tobago Botswana                          |
| IAAF World Ranking List (am 12. Juli 2016)          | 8      | Kuba Frankreich Russland (gesperrt) Dominikanische Republik Polen Kolumbien Indien Venezuela Japan (auf Platz 17 der Bestenliste) |

### Hochsprung
| Qualifikationsnorm       | startberechtigt | NOK                 | Norm erreicht von                  |
| ------------------------ | --------------- | ------------------- | ---------------------------------- |
| 2,29 m                   | 3               | Vereinigte Staaten  |                                    |
| 2,29 m                   | 2               | Volksrepublik China | Wang Yu Zhang Guowei               |
| 2,29 m                   | 2               | Russland            | Daniil Tsyplakov Ivan Ukhov        |
| 2,29 m                   | 2               | Italien             | Marco Fassinotti Gianmarco Tamberi |
| 2,29 m                   | 1               | Kanada              | Derek Drouin                       |
| 2,29 m                   | 1               | Zypern              | Kyriakos Ioannou                   |
| 2,29 m                   | 1               | Tschechien          | Jaroslav Bába                      |
| 2,29 m                   | 1               | Deutschland         | Eike Onnen                         |
| 2,29 m                   | 1               | Japan               | Naoto Tobe                         |
| 2,29 m                   | 1               | Katar               | Mutaz Essa Barshim                 |
| 2,29 m                   | 1               | Rumänien            | Mihai Donisan                      |
| 2,29 m                   | 1               | Syrien              | Majed Aldin Ghazal                 |
| 2,29 m                   | 1               | Ukraine             | Bohdan Bondarenko                  |
| Wildcard                 |                 |                     |                                    |
| Universalitätsstartplatz |                 |                     |                                    |
| Total                    | 18              |                     |                                    |

### Stabhochsprung
| Qualifikationsnorm       | startberechtigt | NOK                | Norm erreicht von                             |
| ------------------------ | --------------- | ------------------ | --------------------------------------------- |
| 5,70 m                   | 3               | Frankreich         |                                               |
| 5,70 m                   | 3               | Polen              | Piotr Lisek Robert Sobera Paweł Wojciechowski |
| 5,70 m                   | 3               | Vereinigte Staaten |                                               |
| 5,70 m                   | 2               | Tschechien         | Michal Balner Jan Kudlička                    |
| 5,70 m                   | 2               | Deutschland        | Tobias Scherbarth                             |
| 5,70 m                   | 1               | Argentinien        | Germán Chiaraviglio                           |
| 5,70 m                   | 1               | Brasilien          | Thiago Braz da Silva                          |
| 5,70 m                   | 1               | Kanada             | Shawnacy Barber                               |
| 5,70 m                   | 1               | Griechenland       | Konstantinos Filippidis                       |
| 5,70 m                   | 1               | Russland           | Alexander Gripitsch                           |
| Wildcard                 |                 |                    |                                               |
| Universalitätsstartplatz |                 |                    |                                               |
| Total                    | 15              |                    |                                               |

### Weitsprung
| Qualifikationsnorm       | startberechtigt | NOK                    | Norm erreicht von           |
| ------------------------ | --------------- | ---------------------- | --------------------------- |
| 8,15 m                   | 3               | Deutschland            |                             |
| 8,15 m                   | 3               | Vereinigte Staaten     |                             |
| 8,15 m                   | 2               | Volksrepublik China    | Li Jinzhe Wang Jianan       |
| 8,15 m                   | 2               | Vereinigtes Königreich | Dan Bramble Greg Rutherford |
| 8,15 m                   | 1               | Australien             | Fabrice Lapierre            |
| 8,15 m                   | 1               | Bermuda                | Tyrone Smith                |
| 8,15 m                   | 1               | Tschechien             | Radek Juška                 |
| 8,15 m                   | 1               | Frankreich             | Kafétien Gomis              |
| 8,15 m                   | 1               | Jamaika                | Damar Forbes                |
| 8,15 m                   | 1               | Russland               | Alexander Menkow            |
| 8,15 m                   | 1               | Südafrika              | Godfrey Khotso Mokoena      |
| Wildcard                 |                 |                        |                             |
| Universalitätsstartplatz |                 |                        |                             |
| Total                    | 17              |                        |                             |

### Dreisprung
| Qualifikationsnorm       | startberechtigt | NOK                 | Norm erreicht von              |
| ------------------------ | --------------- | ------------------- | ------------------------------ |
| 16,85 m                  | 3               | Kuba                |                                |
| 16,85 m                  | 3               | Russland            |                                |
| 16,85 m                  | 3               | Vereinigte Staaten  |                                |
| 16,85 m                  | 2               | Frankreich          | Benjamin Compaoré Teddy Tamgho |
| 16,85 m                  | 1               | Bahamas             | Latario Collie-Minns           |
| 16,85 m                  | 1               | Volksrepublik China | Xu Xiaolong                    |
| 16,85 m                  | 1               | Portugal            | Nelson Évora                   |
| 16,85 m                  | 1               | Rumänien            | Marian Oprea                   |
| Wildcard                 |                 |                     |                                |
| Universalitätsstartplatz |                 |                     |                                |
| Total                    | 15              |                     |                                |

### Kugelstoßen
| Qualifikationsnorm       | startberechtigt | NOK                       | Norm erreicht von |
| ------------------------ | --------------- | ------------------------- | --- |
| 20,50 m                  | 3               | Bosnien und Herzegowina   | Hamza Alić Kemal Mešić Mesud Pezer |
| 20,50 m                  | 3               | Kroatien                  | Filip Mihaljević Marin Premeru Stipe Žunić |
| 20,50 m                  | 3               | Polen                     | Konrad Bukowiecki Michał Haratyk Tomasz Majewski Jakub Szyszkowski |
| 20,50 m                  | 3               | Russland (Verbandssperre) | Alexander Lesnoi Konstantin Lyadusow Maxim Sidorow |
| 20,50 m                  | 3               | Vereinigte Staaten        | Garrett Appier Christian Cantwell Jordan Clarke Ryan Crouser Bobby Grace Darrell Hill Reese Hoffa Jonathan Jones Joe Kovacs Cory Martin Kurt Roberts Jacob Thormaehlen Ryan Whiting |
| 20,50 m                  | 2               | Deutschland               | Tobias Dahm David Storl1, 2 |
| 20,50 m                  | 2               | Neuseeland                | Jacko Gill Tomas Walsh |
| 20,50 m                  | 2               | Rumänien                  | Andrei Gag Andrei Toader |
| 20,50 m                  | 2               | Spanien                   | Carlos Tobalina Borja Vivas |
| 20,50 m                  | 1               | Argentinien               | Germán Lauro |
| 20,50 m                  | 1               | Australien                | Damien Birkinhead |
| 20,50 m                  | 1               | Brasilien                 | Darlan Romani |
| 20,50 m                  | 1               | Bulgarien                 | Georgi Iwanow |
| 20,50 m                  | 1               | Georgien                  | Benik Abramian |
| 20,50 m                  | 1               | Griechenland              | Nikolaos Skarvelis |
| 20,50 m                  | 1               | Indien                    | Inderjeet Singh |
| 20,50 m                  | 1               | Jamaika                   | O’Dayne Richards |
| 20,50 m                  | 1               | Kanada                    | Tim Nedow |
| 20,50 m                  | 1               | Kasachstan                | Iwan Iwanow |
| 20,50 m                  | 1               | Republik Kongo            | Franck Elemba |
| 20,50 m                  | 1               | Moldau                    | Ion Emilianov |
| 20,50 m                  | 1               | Nigeria                   | Stephen Mozia |
| 20,50 m                  | 1               | Portugal                  | Tsanko Arnaudov |
| 20,50 m                  | 1               | Serbien                   | Asmir Kolašinac |
| 20,50 m                  | 1               | Tschechien                | Tomáš Staněk |
| 20,50 m                  | 1               | Belarus                   | Pavel Lyzhyn |
| Wildcard                 |                 |                           | |
| Universalitätsstartplatz |                 |                           | |
| Total                    | 40              |                           | |

Stand: 30. Juni 2016

### Diskuswurf
| Qualifikationsnorm       | startberechtigt | NOK                       | Norm erreicht von                                                                           |
| ------------------------ | --------------- | ------------------------- | ------------------------------------------------------------------------------------------- |
| 65,00 m                  | 3               | Deutschland               | Christoph Harting1 Robert Harting1, 2 Daniel Jasinski1 Markus Münch1 Martin Wierig1         |
| 65,00 m                  | 3               | Vereinigte Staaten        | Tavis Bailey Rodney Brown Andrew Evans Mason Finley Sam Mattis Jared Schuurmans Jason Young |
| 65,00 m                  | 2               | Australien                | Matthew Denny Benn Harradine                                                                |
| 65,00 m                  | 2               | Estland                   | Gerd Kanter Martin Kupper                                                                   |
| 65,00 m                  | 2               | Iran                      | Ehsan Hadadi Mahmoud Samimi                                                                 |
| 65,00 m                  | 2               | Jamaika                   | Fedrick Dacres Jason Morgan                                                                 |
| 65,00 m                  | 2               | Österreich                | Gerhard Mayer Lukas Weisshaidinger                                                          |
| 65,00 m                  | 2               | Polen                     | Piotr Małachowski Robert Urbanek                                                            |
| 65,00 m                  | 1               | Belgien                   | Philip Milanov                                                                              |
| 65,00 m                  | 1               | Indien                    | Vikas Gowda                                                                                 |
| 65,00 m                  | 1               | Kasachstan                | Yevgeniy Labutov                                                                            |
| 65,00 m                  | 1               | Kolumbien                 | Mauricio Ortega                                                                             |
| 65,00 m                  | 1               | Kuba                      | Jorge Fernández                                                                             |
| 65,00 m                  | 1               | Litauen                   | Andrius Gudžius                                                                             |
| 65,00 m                  | 1               | Norwegen                  | Sven Martin Skagestad                                                                       |
| 65,00 m                  | 1               | Russland (Verbandssperre) | Wiktor Butenko                                                                              |
| 65,00 m                  | 1               | Samoa                     | Alex Rose                                                                                   |
| 65,00 m                  | 1               | Saudi-Arabien             | Sultan Mubarak Al-Dawoodi                                                                   |
| 65,00 m                  | 1               | Schweden                  | Daniel Ståhl                                                                                |
| 65,00 m                  | 1               | Spanien                   | Lois Maikel Martínez                                                                        |
| 65,00 m                  | 1               | Südafrika                 | Victor Hogan                                                                                |
| 65,00 m                  | 1               | Ukraine                   | Oleksij Semenow                                                                             |
| 65,00 m                  | 1               | Ungarn                    | Zoltán Kővágó                                                                               |
| 65,00 m                  | 1               | Zypern                    | Apostolos Parellis                                                                          |
| Wildcard                 |                 |                           |                                                                                             |
| Universalitätsstartplatz |                 |                           |                                                                                             |
| Total                    | 34              |                           |                                                                                             |

Stand: 30. Juni 2016

### Hammerwurf
| Qualifikationsnorm       | startberechtigt | NOK                       | Norm erreicht von                                  |
| ------------------------ | --------------- | ------------------------- | -------------------------------------------------- |
| 77,00 m                  | 3               | Russland (Verbandssperre) | Kirill Ikonnikow Sergei Litwinow Olexiy Sokyrskiyy |
| 77,00 m                  | 3               | Belarus                   | Pawel Barejscha Sjarhej Kalamojez Iwan Zichan      |
| 77,00 m                  | 2               | Ägypten                   | Mostafa el-Gamel Hassan Mohamed Mahmoud            |
| 77,00 m                  | 2               | Katar                     | Ashraf Amgad Elseify Ahmed Amgad Elsify            |
| 77,00 m                  | 2               | Polen                     | Paweł Fajdek Wojciech Nowicki                      |
| 77,00 m                  | 1               | Aserbaidschan             | Dzmitry Marshin                                    |
| 77,00 m                  | 1               | Brasilien                 | Wagner Domingos                                    |
| 77,00 m                  | 1               | Finnland                  | David Söderberg                                    |
| 77,00 m                  | 1               | Griechenland              | Michalis Anastasakis                               |
| 77,00 m                  | 1               | Israel                    | Oleksandr Drygol                                   |
| 77,00 m                  | 1               | Italien                   | Marco Lingua                                       |
| 77,00 m                  | 1               | Costa Rica                | Roberto Sawyers                                    |
| 77,00 m                  | 1               | Slowakei                  | Marcel Lomnický                                    |
| 77,00 m                  | 1               | Tadschikistan             | Dilshod Nazarov                                    |
| 77,00 m                  | 1               | Ukraine                   | Jewgen Winogradow                                  |
| 77,00 m                  | 1               | Ungarn                    | Krisztián Pars                                     |
| 77,00 m                  | 1               | Usbekistan                | Suhrob Xoʻjayev                                    |
| 77,00 m                  | 1               | Vereinigtes Königreich    | Nick Miller                                        |
| Wildcard                 |                 |                           |                                                    |
| Universalitätsstartplatz |                 |                           |                                                    |
| Total                    | 25              |                           |                                                    |

Stand: 30. Juni 2016

### Speerwurf
| Qualifikationsnorm       | Anzahl Startberechtigte | NOK                       | Norm erreicht von                                                              |
| ------------------------ | ----------------------- | ------------------------- | ------------------------------------------------------------------------------ |
| 83,00 m                  | 3                       | Deutschland               | Lars Hamann1 Andreas Hofmann1 Thomas Röhler1, 2 Johannes Vetter1 Julian Weber1 |
| 83,00 m                  | 3                       | Finnland                  | Ari Mannio Tero Pitkämäki Antti Ruuskanen Teemu Wirkkala                       |
| 83,00 m                  | 3                       | Tschechien                | Petr Frydrych Jaroslav Jílek Jakub Vadlejch Vitezslav Veselý                   |
| 83,00 m                  | 3                       | Vereinigte Staaten        | Sam Crouser Sean Furey Cyrus Hostetler                                         |
| 83,00 m                  | 2                       | Australien                | Hamish Peacock Joshua Robinson                                                 |
| 83,00 m                  | 2                       | Estland                   | Magnus Kirt Tanel Laanmäe                                                      |
| 83,00 m                  | 2                       | Lettland                  | Zigismunds Sirmais Rolands Štrobinders                                         |
| 83,00 m                  | 2                       | Polen                     | Łukasz Grzeszczuk Marcin Krukowski                                             |
| 83,00 m                  | 2                       | Ukraine                   | Dmytro Kosynskyy Oleksandr Pjatnyzja                                           |
| 83,00 m                  | 2                       | Usbekistan                | Bobur Shokirjonov Ivan Zaysev                                                  |
| 83,00 m                  | 1                       | Ägypten                   | Ihab Abdelrahman                                                               |
| 83,00 m                  | 1                       | Argentinien               | Braian Toledo                                                                  |
| 83,00 m                  | 1                       | Brasilien                 | Júlio César de Oliveira                                                        |
| 83,00 m                  | 1                       | Chinesisch Taipeh         | Huang Shih-feng                                                                |
| 83,00 m                  | 1                       | Japan                     | Ryōhei Arai                                                                    |
| 83,00 m                  | 1                       | Kenia (Verbandssperre)    | Julius Yego                                                                    |
| 83,00 m                  | 1                       | Neuseeland                | Stuart Farquhar                                                                |
| 83,00 m                  | 1                       | Russland (Verbandssperre) | Dmitri Tarabin                                                                 |
| 83,00 m                  | 1                       | Südafrika                 | Rocco van Rooyen                                                               |
| 83,00 m                  | 1                       | Trinidad und Tobago       | Keshorn Walcott                                                                |
| Wildcard                 |                         |                           |                                                                                |
| Universalitätsstartplatz |                         |                           |                                                                                |
| Total                    | 34                      |                           |                                                                                |

Stand: 30. Juni 2016

### Zehnkampf
| Qualifikationsnorm       | startberechtigt | NOK                       | Norm erreicht von                                                                  |
| ------------------------ | --------------- | ------------------------- | ---------------------------------------------------------------------------------- |
| 8100 Punkte              | 3               | Deutschland               | Arthur Abele Rico Freimuth Kai Kazmirek Michael Schrader (verletzt)                |
| 8100 Punkte              | 3               | Frankreich                | Bastien Auzeil Kevin Mayer Gaël Quérin                                             |
| 8100 Punkte              | 3               | Vereinigte Staaten        | Ashton Eaton Jeremy Taiwo Zach Ziemek Trey Hardee Garrett Scantling Devon Williams |
| 8100 Punkte              | 2               | Estland                   | Karl Robert Saluri Maicel Uibo                                                     |
| 8100 Punkte              | 2               | Grenada                   | Kurt Felix Lindon Victor                                                           |
| 8100 Punkte              | 2               | Japan                     | Akihiko Nakamura Keisuke Ushiro                                                    |
| 8100 Punkte              | 2               | Kuba                      | Yordani García Leonel Suárez                                                       |
| 8100 Punkte              | 2               | Niederlande               | Pieter Braun Eelco Sintnicolaas                                                    |
| 8100 Punkte              | 2               | Tschechien                | Adam Sebastian Helcelet Jirí Sýkora                                                |
| 8100 Punkte              | 1               | Algerien                  | Larbi Bourrada                                                                     |
| 8100 Punkte              | 1               | Australien                | Cedric Dubler                                                                      |
| 8100 Punkte              | 1               | Belgien                   | Thomas Van der Plaetsen                                                            |
| 8100 Punkte              | 1               | Brasilien                 | Luiz Alberto de Araújo                                                             |
| 8100 Punkte              | 1               | Kanada                    | Damian Warner                                                                      |
| 8100 Punkte              | 1               | Österreich                | Dominik Distelberger                                                               |
| 8100 Punkte              | 1               | Polen                     | Paweł Wiesiołek                                                                    |
| 8100 Punkte              | 1               | Russland (Verbandssperre) | Ilja Schkurenjow                                                                   |
| 8100 Punkte              | 1               | Serbien                   | Mihail Dudaš                                                                       |
| 8100 Punkte              | 1               | Spanien                   | Pau Tonnesen                                                                       |
| 8100 Punkte              | 1               | Südafrika                 | Willem Coertzen                                                                    |
| 8100 Punkte              | 1               | Ukraine                   | Oleksij Kasjanow                                                                   |
| 8100 Punkte              | 1               | Usbekistan                | Leonid Andreyev                                                                    |
| Wildcard                 |                 |                           |                                                                                    |
| Universalitätsstartplatz |                 |                           |                                                                                    |
| Total                    | 34              |                           |                                                                                    |

Stand: 13. Juli 2016

## Frauen

### 100 m
| Qualifikationsnorm       | startberechtigt | NOK                    | Norm erreicht von                                        |
| ------------------------ | --------------- | ---------------------- | -------------------------------------------------------- |
| 11,32 s                  | 3               | Deutschland            | Gina Lückenkemper Lisa Mayer Tatjana Pinto Rebekka Haase |
| 11,32 s                  | 3               | Jamaika                |                                                          |
| 11,32 s                  | 3               | Trinidad und Tobago    |                                                          |
| 11,32 s                  | 3               | Vereinigte Staaten     |                                                          |
| 11,32 s                  | 2               | Vereinigtes Königreich |                                                          |
| 11,32 s                  | 2               | Elfenbeinküste         | Murielle Ahouré Marie-Josée Ta Lou                       |
| 11,32 s                  | 2               | Kasachstan             | Olga Safronowa Wiktorija Sjabkina                        |
| 11,32 s                  | 2               | Polen                  | Ewa Swoboda Marika Popowicz                              |
| 11,32 s                  | 1               | Brasilien              | Rosângela Santos                                         |
| 11,32 s                  | 1               | Bulgarien              | Iwet Lalowa-Collio                                       |
| 11,32 s                  | 1               | Gabun                  | Ruddy Zang Milama                                        |
| 11,32 s                  | 1               | Japan                  | Chisato Fukushima                                        |
| 11,32 s                  | 1               | Niederlande            | Dafne Schippers                                          |
| 11,32 s                  | 1               | Nigeria                | Blessing Okagbare                                        |
| 11,32 s                  | 1               | Ukraine                | Nataliya Pohrebnyak                                      |
| Wildcard                 |                 |                        |                                                          |
| Universalitätsstartplatz |                 |                        |                                                          |
| Total                    | 24              |                        |                                                          |

### 200 m
| Qualifikationsnorm       | startberechtigt | NOK                          | Norm erreicht von                          |
| ------------------------ | --------------- | ---------------------------- | ------------------------------------------ |
| 23,20 s                  | 3               | Vereinigtes Königreich       |                                            |
| 23,20 s                  | 3               | Jamaika                      |                                            |
| 23,20 s                  | 3               | Vereinigte Staaten           |                                            |
| 23,20 s                  | 3               | Deutschland                  | Lisa Mayer Rebekka Haase Gina Lückenkemper |
| 23,20 s                  | 2               | Bahamas                      |                                            |
| 23,20 s                  | 2               | Brasilien                    |                                            |
| 23,20 s                  | 2               | Elfenbeinküste               |                                            |
| 23,20 s                  | 1               | Bulgarien                    | Iwet Lalowa-Collio                         |
| 23,20 s                  | 1               | Griechenland                 | Maria Belimbasaki                          |
| 23,20 s                  | 1               | Italien                      | Libania Grenot                             |
| 23,20 s                  | 1               | Japan                        | Chisato Fukushima                          |
| 23,20 s                  | 1               | Kasachstan                   | Wiktorija Sjabkina                         |
| 23,20 s                  | 1               | Polen                        | Anna Kiełbasińska                          |
| 23,20 s                  | 1               | Ukraine                      | Chrystyna Stuj                             |
| 23,20 s                  | 1               | Venezuela                    | Nercely Soto                               |
| 23,20 s                  | 1               | Amerikanische Jungferninseln | Flora Hyacinth                             |
| Wildcard                 |                 |                              |                                            |
| Universalitätsstartplatz |                 |                              |                                            |
| Total                    | 23              |                              |                                            |

### 400 m
| Qualifikationsnorm       | startberechtigt | NOK                    | Norm erreicht von        |
| ------------------------ | --------------- | ---------------------- | ------------------------ |
| 52,20 s                  | 3               | Vereinigtes Königreich |                          |
| 52,20 s                  | 3               | Jamaika                |                          |
| 52,20 s                  | 3               | Russland               |                          |
| 52,20 s                  | 3               | Vereinigte Staaten     |                          |
| 52,20 s                  | 2               |                        |                          |
| 52,20 s                  | 1               | Brasilien              | Geisa Aparecida Coutinho |
| 52,20 s                  | 1               | Frankreich             | Floria Gueï              |
| 52,20 s                  | 1               | Italien                | Libania Grenot           |
| 52,20 s                  | 1               | Nigeria                | Regina George            |
| 52,20 s                  | 1               | Ukraine                | Olha Semljak             |
| 52,20 s                  | 1               | Vietnam                | Nguyễn Thị Huyền         |
| 52,20 s                  | 1               | Sambia                 | Kabange Mupopo           |
| Wildcard                 |                 |                        |                          |
| Universalitätsstartplatz |                 |                        |                          |
| Total                    | 16              |                        |                          |

### 800 m
| Qualifikationsnorm       | startberechtigt | NOK                    | Norm erreicht von                   |
| ------------------------ | --------------- | ---------------------- | ----------------------------------- |
| 2:01,50 min              | 3               | Vereinigtes Königreich |                                     |
| 2:01,50 min              | 3               | Vereinigte Staaten     |                                     |
| 2:01,50 min              | 3               | Deutschland            | Christina Hering, Fabienne Kohlmann |
| 2:01,50 min              | 2               | Kanada                 |                                     |
| 2:01,50 min              | 2               | Kuba                   |                                     |
| 2:01,50 min              | 2               | Kenia                  |                                     |
| 2:01,50 min              | 2               | Polen                  | Joanna Jóźwik Sofia Ennaoui         |
| 2:01,50 min              | 2               | Ukraine                |                                     |
| 2:01,50 min              | 1               | Belarus                | Maryna Arsamassawa                  |
| 2:01,50 min              | 1               | Marokko                | Malika Akkaoui                      |
| 2:01,50 min              | 1               | Serbien                | Amela Terzić                        |
| 2:01,50 min              | 1               | Slowakei               | Lucia Klocová                       |
| 2:01,50 min              | 1               | Schweden               | Abeba Aregawi                       |
| 2:01,50 min              | 1               | Schweiz                | Selina Büchel                       |
| Wildcard                 |                 |                        |                                     |
| Universalitätsstartplatz |                 |                        |                                     |
| Total                    | 22              |                        |                                     |

### 1500 m
| Qualifikationsnorm       | startberechtigt | NOK                    | Norm erreicht von                           |
| ------------------------ | --------------- | ---------------------- | ------------------------------------------- |
| 4:07,00 min              | 3               | Äthiopien              |                                             |
| 4:07,00 min              | 3               | Polen                  | Angelika Cichocka Renata Pliś Sofia Ennaoui |
| 4:07,00 min              | 3               | Vereinigte Staaten     |                                             |
| 4:07,00 min              | 2               | Vereinigtes Königreich | Laura Muir Laura Weightman                  |
| 4:07,00 min              | 2               | Niederlande            |                                             |
| 4:07,00 min              | 1               | Albanien               | Luiza Gega                                  |
| 4:07,00 min              | 1               | Australien             |                                             |
| 4:07,00 min              | 1               | Marokko                | Rababe Arafi                                |
| 4:07,00 min              | 1               | Neuseeland             |                                             |
| 4:07,00 min              | 1               | Russland               | Anna Schtschagina                           |
| 4:07,00 min              | 1               | Schweden               | Abeba Aregawi                               |
| 4:07,00 min              | 1               | Ukraine                | Hanna Mischtschenko                         |
| Wildcard                 |                 |                        |                                             |
| Universalitätsstartplatz |                 |                        |                                             |
| Total                    | 19              |                        |                                             |

### 5000 m
| Qualifikationsnorm       | startberechtigt | NOK                    | Norm erreicht von |
| ------------------------ | --------------- | ---------------------- | ----------------- |
| 15:24,00 min             | 3               | Vereinigte Staaten     |                   |
| 15:24,00 min             | 2               | Australien             |                   |
| 15:24,00 min             | 2               | Kenia                  |                   |
| 15:24,00 min             | 1               | Kanada                 |                   |
| 15:24,00 min             | 1               | Vereinigtes Königreich |                   |
| 15:24,00 min             | 1               | Japan                  |                   |
| 15:24,00 min             | 1               | Niederlande            |                   |
| 15:24,00 min             | 1               | Neuseeland             |                   |
| Universalitätsstartplatz |                 |                        |                   |
| Total                    | 12              |                        |                   |

### 10.000 m
| Qualifikationsnorm | startberechtigt | NOK                    | Norm erreicht von |
| ------------------ | --------------- | ---------------------- | ----------------- |
| 32:15,00 min       | 3               | Japan                  |                   |
| 32:15,00 min       | 3               | Vereinigte Staaten     |                   |
| 32:15,00 min       | 2               | Kanada                 |                   |
| 32:15,00 min       | 2               | Äthiopien              |                   |
| 32:15,00 min       | 2               | Niederlande            |                   |
| 32:15,00 min       | 2               | Portugal               |                   |
| 32:15,00 min       | 1               | Vereinigtes Königreich |                   |
| 32:15,00 min       | 1               | Kenia                  |                   |
| 32:15,00 min       | 1               | Mexiko                 |                   |
| 32:15,00 min       | 1               | Peru                   |                   |
| 32:15,00 min       | 1               | Südafrika              |                   |
| 32:15,00 min       | 1               | Spanien                |                   |
| Total              | 19              |                        |                   |

### Marathon
| Qualifikationsnorm               | startberechtigt | NOK                    | Norm erreicht von                   |
| -------------------------------- | --------------- | ---------------------- | ----------------------------------- |
| 2:45:00 h Deutschland: 2:30:30 h | 3               | Belarus                |                                     |
| 2:45:00 h Deutschland: 2:30:30 h | 3               | Volksrepublik China    |                                     |
| 2:45:00 h Deutschland: 2:30:30 h | 3               | Äthiopien              |                                     |
| 2:45:00 h Deutschland: 2:30:30 h | 3               | Frankreich             |                                     |
| 2:45:00 h Deutschland: 2:30:30 h | 3               | Deutschland            | Anja Scherl Anna Hahner Lisa Hahner |
| 2:45:00 h Deutschland: 2:30:30 h | 3               | Vereinigtes Königreich |                                     |
| 2:45:00 h Deutschland: 2:30:30 h | 3               | Italien                |                                     |
| 2:45:00 h Deutschland: 2:30:30 h | 3               | Japan                  |                                     |
| 2:45:00 h Deutschland: 2:30:30 h | 3               | Kenia                  |                                     |
| 2:45:00 h Deutschland: 2:30:30 h | 3               | Mongolei               |                                     |
| 2:45:00 h Deutschland: 2:30:30 h | 3               | Peru                   |                                     |
| 2:45:00 h Deutschland: 2:30:30 h | 3               | Polen                  |                                     |
| 2:45:00 h Deutschland: 2:30:30 h | 3               | Portugal               |                                     |
| 2:45:00 h Deutschland: 2:30:30 h | 3               | Russland               |                                     |
| 2:45:00 h Deutschland: 2:30:30 h | 3               | Südafrika              |                                     |
| 2:45:00 h Deutschland: 2:30:30 h | 3               | Südkorea               |                                     |
| 2:45:00 h Deutschland: 2:30:30 h | 3               | Spanien                |                                     |
| 2:45:00 h Deutschland: 2:30:30 h | 3               | Ukraine                |                                     |
| 2:45:00 h Deutschland: 2:30:30 h | 3               | Vereinigte Staaten     | Amy Cragg                           |
| 2:45:00 h Deutschland: 2:30:30 h | 2               | Brunei                 |                                     |
| 2:45:00 h Deutschland: 2:30:30 h | 2               | Brasilien              |                                     |
| 2:45:00 h Deutschland: 2:30:30 h | 2               | Kanada                 |                                     |
| 2:45:00 h Deutschland: 2:30:30 h | 2               | Kolumbien              |                                     |
| 2:45:00 h Deutschland: 2:30:30 h | 2               | Indien                 |                                     |
| 2:45:00 h Deutschland: 2:30:30 h | 2               | Litauen                |                                     |
| 2:45:00 h Deutschland: 2:30:30 h | 2               | Marokko                |                                     |
| 2:45:00 h Deutschland: 2:30:30 h | 2               | Nordkorea              |                                     |
| 2:45:00 h Deutschland: 2:30:30 h | 2               | Schweden               |                                     |
| 2:45:00 h Deutschland: 2:30:30 h | 2               | Türkei                 |                                     |
| 2:45:00 h Deutschland: 2:30:30 h | 1               | Algerien               |                                     |
| 2:45:00 h Deutschland: 2:30:30 h | 1               | Argentinien            |                                     |
| 2:45:00 h Deutschland: 2:30:30 h | 1               | Australien             |                                     |
| 2:45:00 h Deutschland: 2:30:30 h | 1               | Belgien                |                                     |
| 2:45:00 h Deutschland: 2:30:30 h | 1               | Burundi                |                                     |
| 2:45:00 h Deutschland: 2:30:30 h | 1               | Ecuador                |                                     |
| 2:45:00 h Deutschland: 2:30:30 h | 1               | Finnland               |                                     |
| 2:45:00 h Deutschland: 2:30:30 h | 1               | Ungarn                 |                                     |
| 2:45:00 h Deutschland: 2:30:30 h | 1               | Irland                 |                                     |
| 2:45:00 h Deutschland: 2:30:30 h | 1               | Kasachstan             |                                     |
| 2:45:00 h Deutschland: 2:30:30 h | 1               | Lettland               |                                     |
| 2:45:00 h Deutschland: 2:30:30 h | 1               | Mexiko                 |                                     |
| 2:45:00 h Deutschland: 2:30:30 h | 1               | Namibia                |                                     |
| 2:45:00 h Deutschland: 2:30:30 h | 1               | Niederlande            |                                     |
| 2:45:00 h Deutschland: 2:30:30 h | 1               | Neuseeland             |                                     |
| 2:45:00 h Deutschland: 2:30:30 h | 1               | Paraguay               |                                     |
| 2:45:00 h Deutschland: 2:30:30 h | 1               | Slowakei               |                                     |
| 2:45:00 h Deutschland: 2:30:30 h | 1               | Sri Lanka              |                                     |
| 2:45:00 h Deutschland: 2:30:30 h | 1               | Schweiz                |                                     |
| 2:45:00 h Deutschland: 2:30:30 h | 1               | Usbekistan             |                                     |
| Universalitätsstartplatz         |                 |                        |                                     |
| Total                            | 94              |                        |                                     |

### 20 km Gehen
| Qualifikationsnorm       | startberechtigt        | NOK                                    | Norm erreicht von |
| ------------------------ | ---------------------- | -------------------------------------- | ----------------- |
| 1:36:00 h                |                        |                                        |                   |
| 3                        | Belarus                |                                        |                   |
| 3                        | Volksrepublik China    |                                        |                   |
| 3                        | Italien                |                                        |                   |
| 3                        | Japan                  |                                        |                   |
| 3                        | Litauen                |                                        |                   |
| 3                        | Polen                  |                                        |                   |
| 3                        | Portugal               |                                        |                   |
| 3                        | Russland               |                                        |                   |
| 3                        | Spanien                |                                        |                   |
| 2                        | Australien             |                                        |                   |
| 2                        | Guatemala              |                                        |                   |
| 2                        | Mexiko                 |                                        |                   |
| 2                        | Slowakei               |                                        |                   |
| 2                        | Südkorea               |                                        |                   |
| 2                        | Ukraine                |                                        |                   |
| 2                        | Vereinigte Staaten     |                                        |                   |
| 2                        | Griechenland           | Andigoni Drismbioti Despina Zapounidou |                   |
| 1                        | Bolivien               |                                        |                   |
| 1                        | Brasilien              |                                        |                   |
| 1                        | Kanada                 |                                        |                   |
| 1                        | Kolumbien              |                                        |                   |
| 1                        | Tschechien             |                                        |                   |
| 1                        | Ecuador                |                                        |                   |
| 1                        | Vereinigtes Königreich |                                        |                   |
| 1                        | Ungarn                 |                                        |                   |
| 1                        | Indien                 |                                        |                   |
| 1                        | Kasachstan             |                                        |                   |
| 1                        | Peru                   |                                        |                   |
| Universalitätsstartplatz |                        |                                        |                   |
| Total                    | 53                     |                                        |                   |

### 100 m Hürden
| Qualifikationsnorm       | startberechtigt | NOK                    | Norm erreicht von                                   |
| ------------------------ | --------------- | ---------------------- | --------------------------------------------------- |
| 13,00 s                  | 3               | Kanada                 |                                                     |
| 13,00 s                  | 3               | Jamaika                | Monique Morgan Danielle Williams Shermaine Williams |
| 13,00 s                  | 3               | Vereinigte Staaten     |                                                     |
| 13,00 s                  | 2               | Vereinigtes Königreich | Tiffany Porter Serita Solomon                       |
| 13,00 s                  | 2               | Russland               | Yekaterina Galitskaya Nina Morozova                 |
| 13,00 s                  | 2               | Spanien                | Caridad Jerez Josephine Onyia                       |
| 13,00 s                  | 1               | Australien             | Sally Pearson                                       |
| 13,00 s                  | 1               | Barbados               | Kierre Beckles                                      |
| 13,00 s                  | 1               | Belarus                | Alina Talaj                                         |
| 13,00 s                  | 1               | Volksrepublik China    | Wu Shuijiao                                         |
| 13,00 s                  | 1               | Deutschland            | Cindy Roleder                                       |
| 13,00 s                  | 1               | Niederlande            | Nadine Visser                                       |
| 13,00 s                  | 1               | Panama                 | Yvette Lewis                                        |
| 13,00 s                  | 1               | Polen                  | Karolina Kołeczek                                   |
| 13,00 s                  | 1               | Schweiz                | Noemi Zbären                                        |
| Wildcard                 |                 |                        |                                                     |
| Universalitätsstartplatz |                 |                        |                                                     |
| Total                    | 24              |                        |                                                     |

### 400 m Hürden
| Qualifikationsnorm       | startberechtigt | NOK                    | Norm erreicht von                |
| ------------------------ | --------------- | ---------------------- | -------------------------------- |
| 56,20 s                  | 3               | Vereinigte Staaten     |                                  |
| 56,20 s                  | 2               | Tschechien             | Zuzana Hejnová Denisa Rosolová   |
| 56,20 s                  | 2               | Dänemark               | Sara Slott Petersen Stina Troest |
| 56,20 s                  | 2               | Vereinigtes Königreich | Meghan Beesley Eilidh Child      |
| 56,20 s                  | 2               | Jamaika                | Janieve Russell Kaliese Spencer  |
| 56,20 s                  | 1               | Bahrain                | Oluwakemi Adekoya                |
| 56,20 s                  | 1               | Italien                | Yadisleidy Pedroso               |
| 56,20 s                  | 1               | Marokko                | Hayat Lambarki                   |
| 56,20 s                  | 1               | Polen                  | Joanna Linkiewicz                |
| 56,20 s                  | 1               | Südafrika              | Wenda Nel                        |
| 56,20 s                  | 1               | Schweden               | Elise Malmberg                   |
| 56,20 s                  | 1               | Ukraine                | Hanna Titimets                   |
| 56,20 s                  | 1               | Vietnam                | Nguyễn Thị Huyền                 |
| Wildcard                 |                 |                        |                                  |
| Universalitätsstartplatz |                 |                        |                                  |
| Total                    | 19              |                        |                                  |

### 3000 m Hindernis
| Qualifikationsnorm       | startberechtigt | NOK                 | Norm erreicht von                |
| ------------------------ | --------------- | ------------------- | -------------------------------- |
| 9:45,00 min              | 3               | Äthiopien           |                                  |
| 9:45,00 min              | 3               | Kenia               |                                  |
| 9:45,00 min              | 3               | Vereinigte Staaten  |                                  |
| 9:45,00 min              | 2               | Australien          | Madeline Heiner Genevieve LaCaze |
| 9:45,00 min              | 2               | Kanada              | Jessica Furlan Geneviève Lalonde |
| 9:45,00 min              | 2               | Russland            |                                  |
| 9:45,00 min              | 1               | Algerien            | Amina Bettiche                   |
| 9:45,00 min              | 1               | Belarus             | Swjatlana Kudselitsch            |
| 9:45,00 min              | 1               | Bulgarien           | Silwija Danekowa                 |
| 9:45,00 min              | 1               | Volksrepublik China | Li Zhenzhu                       |
| 9:45,00 min              | 1               | Deutschland         | Gesa Felicitas Krause            |
| 9:45,00 min              | 1               | Indien              | Lalita Babar                     |
| 9:45,00 min              | 1               | Marokko             | Salima Elouali Alami             |
| 9:45,00 min              | 1               | Slowenien           | Maruša Mišmaš                    |
| 9:45,00 min              | 1               | Schweiz             | Fabienne Schlumpf                |
| Wildcard                 |                 |                     |                                  |
| Universalitätsstartplatz |                 |                     |                                  |
| Total                    | 24              |                     |                                  |

As of 24 June 2015

### 4 × 100 m Staffel
| Qualifikationsnorm                                  | Anzahl | Qualifizierte Staffeln |
| --------------------------------------------------- | ------ | --- |
| Die acht Erstplatzierten der IAAF World Relays 2015 | 8      | Jamaika Vereinigte Staaten Vereinigtes Königreich Kanada Trinidad und Tobago Brasilien Nigeria Schweiz                                   |
| IAAF World Ranking List (am 12. Juli 2016)          | 8      | Niederlande Deutschland Ukraine Volksrepublik China Kasachstan Russland (gesperrt) Frankreich Ghana Polen (auf Platz 17 der Bestenliste) |

### 4 × 400 m Staffel
| Qualifikationsnorm                                  | Anzahl | Qualifizierte Staffeln |
| --------------------------------------------------- | ------ | --- |
| Die acht Erstplatzierten der IAAF World Relays 2015 | 8      | Vereinigte Staaten Jamaika Vereinigtes Königreich Frankreich Polen Kanada Australien Brasilien                             |
| IAAF World Ranking List (am 12. Juli 2016)          | 8      | Nigeria Russland (gesperrt) Ukraine Italien Deutschland Indien Rumänien Niederlande Bahamas (auf Platz 17 der Bestenliste) |

### Hochsprung
| Qualifikationsnorm       | startberechtigt | NOK                    | Norm erreicht von                  |
| ------------------------ | --------------- | ---------------------- | ---------------------------------- |
| 1,93 m                   | 3               | Russland               |                                    |
| 1,93 m                   | 2               | Kroatien               | Ana Šimić Blanka Vlašić            |
| 1,93 m                   | 2               | Vereinigtes Königreich | Morgan Lake Isobel Pooley          |
| 1,93 m                   | 2               | Polen                  | Justyna Kasprzycka Kamila Lićwinko |
| 1,93 m                   | 1               | Deutschland            | Marie-Laurence Jungfleisch         |
| 1,93 m                   | 1               | Italien                | Alessia Trost                      |
| 1,93 m                   | 1               | Litauen                | Airinė Palšytė                     |
| 1,93 m                   | 1               | Nigeria                | Doreen Amata                       |
| 1,93 m                   | 1               | St. Lucia              | Jeanelle Scheper                   |
| 1,93 m                   | 1               | Spanien                | Ruth Beitia                        |
| Wildcard                 |                 |                        |                                    |
| Universalitätsstartplatz |                 |                        |                                    |
| Total                    | 15              |                        |                                    |

Stand: 24. Juni 2015

### Stabhochsprung
| Qualifikationsnorm       | startberechtigt | NOK                    | Norm erreicht von                                                        |
| ------------------------ | --------------- | ---------------------- | ------------------------------------------------------------------------ |
| 4,50 m                   | 3               | Deutschland            | Annika Roloff Lisa Ryzih Martina Strutz Anjuli Knäsche Silke Spiegelburg |
| 4,50 m                   | 3               | Russland               | Aljona Lutkowskaja Anschelika Sidorowa Angelina Schuk-Krasnowa           |
| 4,50 m                   | 3               | Vereinigte Staaten     |                                                                          |
| 4,50 m                   | 2               | Griechenland           | Nikoleta Kyriakopoulou Ekaterini Stefanidi                               |
| 4,50 m                   | 1               | Brasilien              | Fabiana Murer                                                            |
| 4,50 m                   | 1               | Volksrepublik China    | Li Ling                                                                  |
| 4,50 m                   | 1               | Kuba                   | Yarisley Silva                                                           |
| 4,50 m                   | 1               | Tschechien             | Jiřina Svobodová                                                         |
| 4,50 m                   | 1               | Frankreich             | Marion Lotout                                                            |
| 4,50 m                   | 1               | Vereinigtes Königreich | Holly Bradshaw                                                           |
| 4,50 m                   | 1               | Schweden               | Angelica Bengtsson                                                       |
| 4,50 m                   | 1               | Schweiz                | Nicole Büchler                                                           |
| 4,50 m                   | 1               | Venezuela              | Robeilys Peinado                                                         |
| Wildcard                 |                 |                        |                                                                          |
| Universalitätsstartplatz |                 |                        |                                                                          |
| Total                    | 19              |                        |                                                                          |

Stand: 24. Juni 2015

### Weitsprung
| Qualifikationsnorm       | startberechtigt | NOK                    | Norm erreicht von                            |
| ------------------------ | --------------- | ---------------------- | -------------------------------------------- |
| 6,70 m                   | 3               | Deutschland            | Alexandra Wester Sosthene Moguenara          |
| 6,70 m                   | 3               | Vereinigte Staaten     |                                              |
| 6,70 m                   | 2               | Belarus                | Nastassja Mirontschyk-Iwanowa Wolha Sudarawa |
| 6,70 m                   | 2               | Kanada                 | Christabel Nettey Brianne Theisen-Eaton      |
| 6,70 m                   | 2               | Vereinigtes Königreich | Shara Proctor Lorraine Ugen                  |
| 6,70 m                   | 1               | Bahamas                | Bianca Stuart                                |
| 6,70 m                   | 1               | Brasilien              | Keila Costa                                  |
| 6,70 m                   | 1               | Kuba                   | Yarianny Arguelles                           |
| 6,70 m                   | 1               | Indonesien             | Maria Natalia Londa                          |
| 6,70 m                   | 1               | Rumänien               | Alina Rotaru                                 |
| 6,70 m                   | 1               | Russland               | Darja Klischina                              |
| 6,70 m                   | 1               | Serbien                | Ivana Španović                               |
| 6,70 m                   | 1               | Schweden               | Khaddi Sagnia                                |
| Wildcard                 |                 |                        |                                              |
| Universalitätsstartplatz |                 |                        |                                              |
| Total                    | 20              |                        |                                              |

Stand: 24. Juni 2015

### Dreisprung
| Qualifikationsnorm       | startberechtigt | NOK        | Norm erreicht von       |
| ------------------------ | --------------- | ---------- | ----------------------- |
| 14,15 m                  | 3               |            |                         |
| 14,15 m                  | 2               |            |                         |
| 14,15 m                  | 1               | Bulgarien  | Gabriela Petrowa        |
| 14,15 m                  | 1               | Kolumbien  | Caterine Ibargüen       |
| 14,15 m                  | 1               | Israel     | Hanna Knyazyeva-Minenko |
| 14,15 m                  | 1               | Italien    | Simona La Mantia        |
| 14,15 m                  | 1               | Kasachstan | Olga Rypakowa           |
| 14,15 m                  | 1               | Litauen    | Dovilė Dzindzaletaitė   |
| 14,15 m                  | 1               | Portugal   | Susana Costa            |
| 14,15 m                  | 1               | Russland   | Jekaterina Konewa       |
| 14,15 m                  | 1               | Ukraine    | Olha Saladucha          |
| Wildcard                 |                 |            |                         |
| Universalitätsstartplatz |                 |            |                         |
| Total                    | 9               |            |                         |

Stand: 24. Juni 2015

### Kugelstoßen
| Qualifikationsnorm       | startberechtigt | NOK                       | Norm erreicht von |
| ------------------------ | --------------- | ------------------------- | --- |
| 17,75 m                  | 3               | Deutschland               | Sara Gambetta1 Christina Schwanitz1, 2 Lena Urbaniak1 |
| 17,75 m                  | 3               | Russland (Verbandssperre) | Irina Kirichenko Jewgenija Solowjowa Olessia Swiridowa Irina Tarassowa |
| 17,75 m                  | 3               | Vereinigte Staaten        | Tori Bliss Daniella Bunch Tia Brooks Jillian Camarena-Williams Kelsey Card Michelle Carter Chase Ealey Erin Farmer Felisha Johnson Kearsten Peoples Jessica Ramsey Raven Saunders Brittany Smith Jeneva Stevens Dani Winters Jessica Woodard |
| 17,75 m                  | 3               | Volksrepublik China       | Bian Ka Gao Yang Geng Shuang Gong Lijiao Guo Tianqian Liu Xiangrong Meng Qianqian |
| 17,75 m                  | 3               | Belarus                   | Alena Abramchuk Aljona Dubizkaja Julija Leanzjuk Natallja Michnewitsch Yanina Pravalinskay-Karolchyk |
| 17,75 m                  | 2               | Kanada                    | Brittany Crew Taryn Suttie |
| 17,75 m                  | 2               | Kuba                      | Yaniuvis López Saily Viart |
| 17,75 m                  | 2               | Ukraine                   | Olha Holodna Galyna Obleshchuk |
| 17,75 m                  | 2               | Vereinigtes Königreich    | Sophie McKinna Rachel Wallader |
| 17,75 m                  | 1               | Brasilien                 | Geisa Arcanjo |
| 17,75 m                  | 1               | Bulgarien                 | Radoslawa Mawrodiewa |
| 17,75 m                  | 1               | Chile                     | Natalia Ducó |
| 17,75 m                  | 1               | Indien                    | Manpreet Kaur |
| 17,75 m                  | 1               | Iran                      | Leila Rajabi |
| 17,75 m                  | 1               | Italien                   | Chiara Rosa |
| 17,75 m                  | 1               | Jamaika                   | Danniel Thomas |
| 17,75 m                  | 1               | Kolumbien                 | Sandra Lemos |
| 17,75 m                  | 1               | Moldau                    | Dimitriana Surdu |
| 17,75 m                  | 1               | Neuseeland                | Valerie Adams |
| 17,75 m                  | 1               | Niederlande               | Melissa Boekelman |
| 17,75 m                  | 1               | Nigeria                   | Nwanneka Okwelogu |
| 17,75 m                  | 1               | Polen                     | Paulina Guba |
| 17,75 m                  | 1               | Trinidad und Tobago       | Cleopatra Borel |
| 17,75 m                  | 1               | Türkei                    | Emel Dereli |
| 17,75 m                  | 1               | Ungarn                    | Anita Márton |
| 17,75 m                  | 1               | Venezuela                 | Ahymará Espinoza |
| Wildcard                 |                 |                           | |
| Universalitätsstartplatz |                 |                           | |
| Total                    | 40              |                           | |

Stand: 1. Juli 2016

### Diskuswurf
| Qualifikationsnorm       | startberechtigt | NOK                       | Norm erreicht von |
| ------------------------ | --------------- | ------------------------- | --- |
| 61,00 m                  | 3               | Volksrepublik China       | Chen Yang Feng Bin Lu Xiaoxin Su Xinyue Tan Jian Weng Chunxia Yang Yanbo                                                                                    |
| 61,00 m                  | 3               | Deutschland               | Shanice Craft1 Julia Fischer1 Nadine Müller1, 2 Kristin Pudenz1 Anna Rüh1 Claudine Vita1                                                                    |
| 61,00 m                  | 3               | Jamaika                   | Tarasue Barnett Kellion Knibb Shadae Lawrence |
| 61,00 m                  | 3               | Kuba                      | Yarelys Barrios Denia Caballero Yaimé Pérez |
| 61,00 m                  | 3               | Russland (Verbandssperre) | Wera Ganejewa Julija Malzewa Yelena Panowa Jekaterina Strokowa                                                                                              |
| 61,00 m                  | 3               | Vereinigte Staaten        | Valarie Allman Whitney Ashley Paige Blackburn Stephanie Brown Trafton Kelsey Card Hannah Carson Gia Lewis-Smallwood Tera Novy Summer Pierson Liz Podominick |
| 61,00 m                  | 2               | Brasilien                 | Fernanda Martins Andressa de Morais |
| 61,00 m                  | 2               | Frankreich                | Pauline Pousse Mélina Robert-Michon |
| 61,00 m                  | 1               | Argentinien               | Rocío Comba |
| 61,00 m                  | 1               | Australien                | Dani Samuels |
| 61,00 m                  | 1               | Chile                     | Karen Gallardo |
| 61,00 m                  | 1               | Griechenland              | Chrysoula Anagnostopoulou |
| 61,00 m                  | 1               | Indien                    | Seema Antil |
| 61,00 m                  | 1               | Kasachstan                | Mariya Telushkina |
| 61,00 m                  | 1               | Kroatien                  | Sandra Perković |
| 61,00 m                  | 1               | Lettland                  | Laura Igaune |
| 61,00 m                  | 1               | Litauen                   | Zinaida Sendriūtė |
| 61,00 m                  | 1               | Moldau                    | Natalia Stratulat |
| 61,00 m                  | 1               | Nigeria                   | Chinwe Okoro |
| 61,00 m                  | 1               | Polen                     | Żaneta Glanc |
| 61,00 m                  | 1               | Portugal                  | Irina Rodrigues |
| 61,00 m                  | 1               | Serbien                   | Dragana Tomašević |
| 61,00 m                  | 1               | Spanien                   | Sabina Asenjo |
| 61,00 m                  | 1               | Thailand                  | Subenrat Insaeng |
| 61,00 m                  | 1               | Ukraine                   | Nataliya Semenova |
| 61,00 m                  | 1               | Vereinigtes Königreich    | Jade Lally |
| Wildcard                 |                 |                           | |
| Universalitätsstartplatz |                 |                           | |
| Total                    | 40              |                           | |

Stand: 1. Juli 2016

### Hammerwurf
| Qualifikationsnorm       | startberechtigt | NOK                       | Norm erreicht von                                                    |
| ------------------------ | --------------- | ------------------------- | -------------------------------------------------------------------- |
| 71,00 m                  | 3               | Kanada                    | Sultana Frizell Daina Levy Heather Steacy                            |
| 71,00 m                  | 3               | Polen                     | Joanna Fiodorow Malwina Kopron Anita Włodarczyk                      |
| 71,00 m                  | 3               | Ukraine                   | Iryna Klymez Iryna Nowoschylowa Natalija Solotuchina                 |
| 71,00 m                  | 3               | Vereinigte Staaten        | Gwen Berry Amanda Bingson Amber Campbell DeAnna Price Jeneva Stevens |
| 71,00 m                  | 3               | Volksrepublik China       | Liu Tingting Wang Zheng Zhang Wenxiu                                 |
| 71,00 m                  | 3               | Belarus                   | Hanna Malyschtschyk Aksana Mjankowa Alena Sobalewa                   |
| 71,00 m                  | 2               | Deutschland               | Kathrin Klaas1 Betty Heidler1, 2                                     |
| 71,00 m                  | 2               | Moldau                    | Zalina Marghieva Marina Marghieva-Nikisenko                          |
| 71,00 m                  | 2               | Russland (Verbandssperre) | Anna Bulgakowa Oxana Kondratjewa                                     |
| 71,00 m                  | 2               | Türkei                    | Kıvılcım Kaya Tuğçe Şahutoğlu                                        |
| 71,00 m                  | 1               | Argentinien               | Jennifer Dahlgren                                                    |
| 71,00 m                  | 1               | Aserbaidschan             | Hanna Skydan                                                         |
| 71,00 m                  | 1               | Frankreich                | Alexandra Tavernier                                                  |
| 71,00 m                  | 1               | Kuba                      | Yirisleydi Ford                                                      |
| 71,00 m                  | 1               | Slowakei                  | Martina Hrašnová                                                     |
| 71,00 m                  | 1               | Tschechien                | Kateřina Šafránková                                                  |
| 71,00 m                  | 1               | Venezuela                 | Rosa Rodríguez                                                       |
| 71,00 m                  | 1               | Vereinigtes Königreich    | Sophie Hitchon                                                       |
| Wildcard                 |                 |                           |                                                                      |
| Universalitätsstartplatz |                 |                           |                                                                      |
| Total                    | 34              |                           |                                                                      |

Stand: 1. Juli 2016

### Speerwurf
| Qualifikationsnorm       | startberechtigt | NOK                       | Norm erreicht von                                                         |
| ------------------------ | --------------- | ------------------------- | ------------------------------------------------------------------------- |
| 62,00 m                  | 3               | Australien                | Kelsey-Lee Roberts Kimberley Mickle Kathryn Mitchell                      |
| 62,00 m                  | 3               | Volksrepublik China       | Li Lingwei Liu Shiying Lü Huihui Zhang Li                                 |
| 62,00 m                  | 3               | Deutschland               | Katharina Molitor1 Christina Obergföll1 Linda Stahl1 Christin Hussong1, 2 |
| 62,00 m                  | 3               | Lettland                  | Līna Mūze Madara Palameika Sinta Ozoliņa                                  |
| 62,00 m                  | 3               | Vereinigte Staaten        | Brittany Borman Maggie Malone Kathryn Mitchell Kara Winger                |
| 62,00 m                  | 2               | Belarus                   | Tazzjana Chaladowitsch Tazzjana Korsch                                    |
| 62,00 m                  | 1               | Estland                   | Liina Laasma                                                              |
| 62,00 m                  | 1               | Finnland                  | Sanni Utriainen                                                           |
| 62,00 m                  | 1               | Frankreich                | Mathilde Andraud                                                          |
| 62,00 m                  | 1               | Island                    | Ásdís Hjálmsdóttir                                                        |
| 62,00 m                  | 1               | Israel                    | Marharyta Dorozhon                                                        |
| 62,00 m                  | 1               | Japan                     | Yuki Ebihara                                                              |
| 62,00 m                  | 1               | Kanada                    | Elizabeth Gleadle                                                         |
| 62,00 m                  | 1               | Kolumbien                 | Flor Ruíz                                                                 |
| 62,00 m                  | 1               | Kroatien                  | Sara Kolak                                                                |
| 62,00 m                  | 1               | Kuba                      | Yulenmis Aguilar                                                          |
| 62,00 m                  | 1               | Polen                     | Maria Andrejczyk                                                          |
| 62,00 m                  | 1               | Russland (Verbandssperre) | Wera Rebrik                                                               |
| 62,00 m                  | 1               | Slowenien                 | Martina Ratej                                                             |
| 62,00 m                  | 1               | Südafrika                 | Sunette Viljoen                                                           |
| 62,00 m                  | 1               | Tschechien                | Barbora Špotáková                                                         |
| 62,00 m                  | 1               | Ukraine                   | Kateryna Derun                                                            |
| 62,00 m                  | 1               | Vereinigtes Königreich    | Goldie Sayers                                                             |
| Wildcard                 |                 |                           |                                                                           |
| Universalitätsstartplatz |                 |                           |                                                                           |
| Total                    | 34              |                           |                                                                           |

Stand: 30. Juni 2016

### Siebenkampf
| Qualifikationsnorm       | startberechtigt | NOK                    | Norm erreicht von                                                                  |
| ------------------------ | --------------- | ---------------------- | ---------------------------------------------------------------------------------- |
| 6200 Punkte              | 3               | Deutschland            | Jennifer Oeser1 Claudia Rath1 Carolin Schäfer1                                     |
| 6200 Punkte              | 3               | Niederlande            | Nadine Broersen Anouk Vetter Nadine Visser                                         |
| 6200 Punkte              | 3               | Ukraine                | Alina Fjodorowa Hanna Kasjanowa Anastassija Mochnjuk                               |
| 6200 Punkte              | 3               | Vereinigte Staaten     | Erica Bougard Sharon Day-Monroe Heather Miller-Koch Barbara Nwaba Kendell Williams |
| 6200 Punkte              | 2               | Tschechien             | Katerina Cachová Eliška Klučinová                                                  |
| 6200 Punkte              | 2               | Ungarn                 | Xénia Krizsán Györgyi Zsivoczky-Farkas                                             |
| 6200 Punkte              | 2               | Vereinigtes Königreich | Jessica Ennis-Hill Katarina Johnson-Thompson                                       |
| 6200 Punkte              | 1               | Barbados               | Akela Jones                                                                        |
| 6200 Punkte              | 1               | Belgien                | Nafissatou Thiam                                                                   |
| 6200 Punkte              | 1               | Brasilien              | Vanessa Spinola                                                                    |
| 6200 Punkte              | 1               | Estland                | Grit Šadeiko                                                                       |
| 6200 Punkte              | 1               | Kanada                 | Brianne Theisen-Eaton                                                              |
| 6200 Punkte              | 1               | Kolumbien              | Evelis Aguilar                                                                     |
| 6200 Punkte              | 1               | Kuba                   | Yorgelis Rodríguez                                                                 |
| 6200 Punkte              | 1               | Lettland               | Laura Ikauniece-Admidiņa                                                           |
| 6200 Punkte              | 1               | Usbekistan             | Yekaterina Voronina                                                                |
| Wildcard                 |                 |                        |                                                                                    |
| Universalitätsstartplatz |                 |                        |                                                                                    |
| Total                    | 27              |                        |                                                                                    |

Stand: 28. Juni 2016